# Jamal Blackman
Jamal Clint-Ross Blackman, noto semplicemente come Jamal Blackman (Londra, 27 ottobre 1993), è un calciatore inglese, di origini giamaicane, portiere dello Shrewsbury Town.

## Carriera

### Club
Ha fatto la trafila delle giovanili del Chelsea a partire dall'età di 13 anni. Il 29 ottobre 2011 si è seduto in panchina per la prima volta con la prima squadra nell'incontro casalingo perso 3-5 contro l'Arsenal. In quella stagione si è allenato frequentemente con i portieri della prima squadra, inoltre ha vinto la FA Youth Cup con il Chelsea Under-18.
Con i Blues non ha mai giocato in partite ufficiali, ma nel giugno del 2014 ha firmato un rinnovo quinquennale.
Il 31 agosto 2014, Blackman è stato girato in prestito al Middlesbrough in Championship fino al gennaio successivo. Il debutto ufficiale con la nuova squadra l'ha fatto il 23 settembre 2014 in occasione della sconfitta ai rigori contro il Liverpool in Coppa di Lega: sarà l'unica sua partita disputata con la maglia del Boro.
Il 6 gennaio 2015, a seguito della cessione di Mark Schwarzer dal Chelsea al Leicester, Blackman è stato richiamato a Londra per essere terzo portiere dietro a Thibaut Courtois e Petr Čech. È rimasto in rosa poco più di un anno, fino a quando nel marzo 2016 è volato in Svezia all'Östersund, squadra guidata in panchina dall'inglese Graham Potter. Qui ha giocato 12 partite nel campionato di Allsvenskan 2016, poi è rientrato in Inghilterra a maggio per fine prestito.
Blackman poi si è unito in prestito al Wycombe – in Football League Two – dal 15 agosto 2016 al 3 gennaio 2017. Tuttavia, il 1º gennaio, è stato reso noto che il prestito sarebbe stato esteso fino al termine della stagione. Al termine del campionato, ha vinto il premio di giovane dell'anno del Wycombe.
Il 27 luglio 2017, dopo aver sottoscritto un rinnovo contrattuale con il Chelsea fino al 2021, il giocatore è passato in Championship allo Sheffield United anche in questo caso con la formula del prestito. Inizialmente è stato riserva di Simon Moore, ma anche a causa di un infortunio di quest'ultimo in precampionato, è stato Blackman ad imporsi come titolare per gran parte della stagione.
L'anno seguente si è trasferito al Leeds United ancora una volta in prestito. Qui Blackman avrebbe dovuto contendersi il posto con Bailey Peacock-Farrell, ma una grave frattura alla tibia riportata durante una partita dell'Under-23 ha indotto la società a far rientrare anticipatamente l'infortunato Blackman al club di appartenenza.
Il 3 settembre 2019 è stato ufficializzato il prestito annuale di Blackman agli olandesi del Vitesse, militanti in Eredivisie, anche se fino a novembre il portiere inglese è rimasto in Inghilterra per completare la riabilitazione al fine di recuperare dall'infortunio patito l'anno precedente. Nei Paesi Bassi tuttavia Blackman non è mai sceso in campo neppure per un minuto, anche perché a gennaio è stato richiamato dal Chelsea per poi essere girato per 6 mesi in Football League One al Bristol Rovers.

### Nazionale
Ha giocato nelle nazionali giovanili inglesi Under-16, Under-17, Under-19, Under-20 ed Under-21.

## Statistiche

### Presenze e reti nei club
Statistiche aggiornate al 3 dicembre 2020.
| Stagione        | Squadra           | Campionato      | Campionato | Campionato | Coppe nazionali | Coppe nazionali | Coppe nazionali | Coppe continentali | Coppe continentali | Coppe continentali | Altre coppe | Altre coppe | Altre coppe | Totale | Totale |
| Stagione        | Squadra           | Comp            | Pres       | Reti       | Comp            | Pres            | Reti            | Comp               | Pres               | Reti               | Comp        | Pres        | Reti        | Pres   | Reti   |
| --------------- | ----------------- | --------------- | ---------- | ---------- | --------------- | --------------- | --------------- | ------------------ | ------------------ | ------------------ | ----------- | ----------- | ----------- | ------ | ------ |
| 2014-gen. 2015  | Middlesbrough     | FLC             | 0          | 0          | FACup+CdL       | 0+1             | -2              | -                  | -                  | -                  | -           | -           | -           | 1      | -2     |
| gen.-giu. 2015  | Chelsea           | PL              | 0          | 0          | FACup+CdL       | 0+0             | 0               | UCL                | -                  | -                  | -           | -           | -           | 0      | 0      |
| 2015-mar. 2016  | Chelsea           | PL              | 0          | 0          | FACup+CdL       | 0+0             | 0               | UCL                | 0                  | 0                  | CS          | 0           | 0           | 0      | 0      |
| apr.-giu. 2016  | Östersunds        | A               | 12         | -22        | CS              | 0               | 0               | -                  | -                  | -                  | -           | -           | -           | 12     | -22    |
| 2016-2017       | Wycombe Wanderers | FL2             | 42         | -50        | FACup+CdL       | 4+0             | -6              | -                  | -                  | -                  | FLT         | 6           | -5          | 52     | -61    |
| 2017-2018       | Sheffield Utd     | FLC             | 31         | -34        | FACup+CdL       | 2+0             | -1              | -                  | -                  | -                  | -           | -           | -           | 33     | -35    |
| 2018-2019       | Leeds Utd         | FLC             | 0          | 0          | FACup+CdL       | 0+2             | -3              | -                  | -                  | -                  | -           | -           | -           | 2      | -3     |
| 2019-gen. 2020  | Vitesse           | ED              | 0          | 0          | CO              | 0               | 0               | -                  | -                  | -                  | -           | -           | -           | 0      | 0      |
| gen.-giu. 2020  | Bristol Rovers    | FL1             | 10         | -14        | FACup+CdL       | -               | -               | -                  | -                  | -                  | FLT         | -           | -           | 10     | -14    |
| 2020-2021       | Rotherham Utd     | FLC             | 0          | 0          | FACup+CdL       | 0+0             | 0               | -                  | -                  | -                  | -           | -           | -           | 0      | 0      |
| set.-dic. 2021  | Los Angeles FC    | MLS             | 0          | 0          | -               | -               | -               | -                  | -                  | -                  | -           | -           | -           | 0      | 0      |
| Totale carriera | Totale carriera   | Totale carriera | 95         | -120       |                 | 9               | -12             |                    | 0                  | 0                  |             | 6           | -5          | 110    | -137   |

## Palmarès
- FA Youth Cup: 1

Chelsea: 2011-2012